# Museo Torre del Vino
El Museo Torre del Vino es un museo dotado de un mirador panorámico en su última planta dedicado a conocer las características, la historia, la elaboración y la conservación del vino. Este museo se encuentra en la ciudad de Socuéllamos (Ciudad Real), en Castilla-La Mancha, cuyo principal motor económico es la agricultura basada en la vid y la producción de vino.

## Características

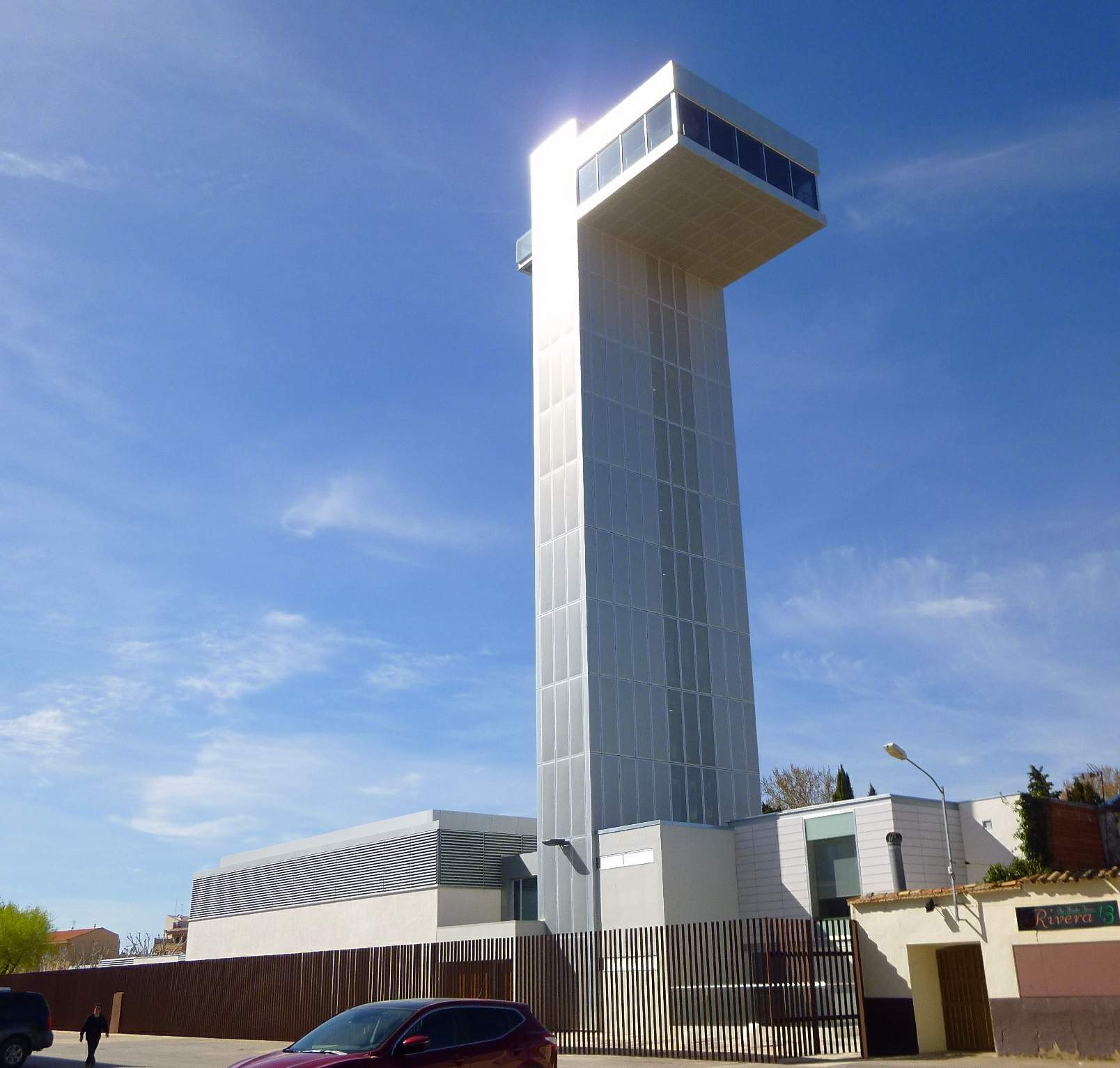
El Museo Torre del Vino de Socuéllamos

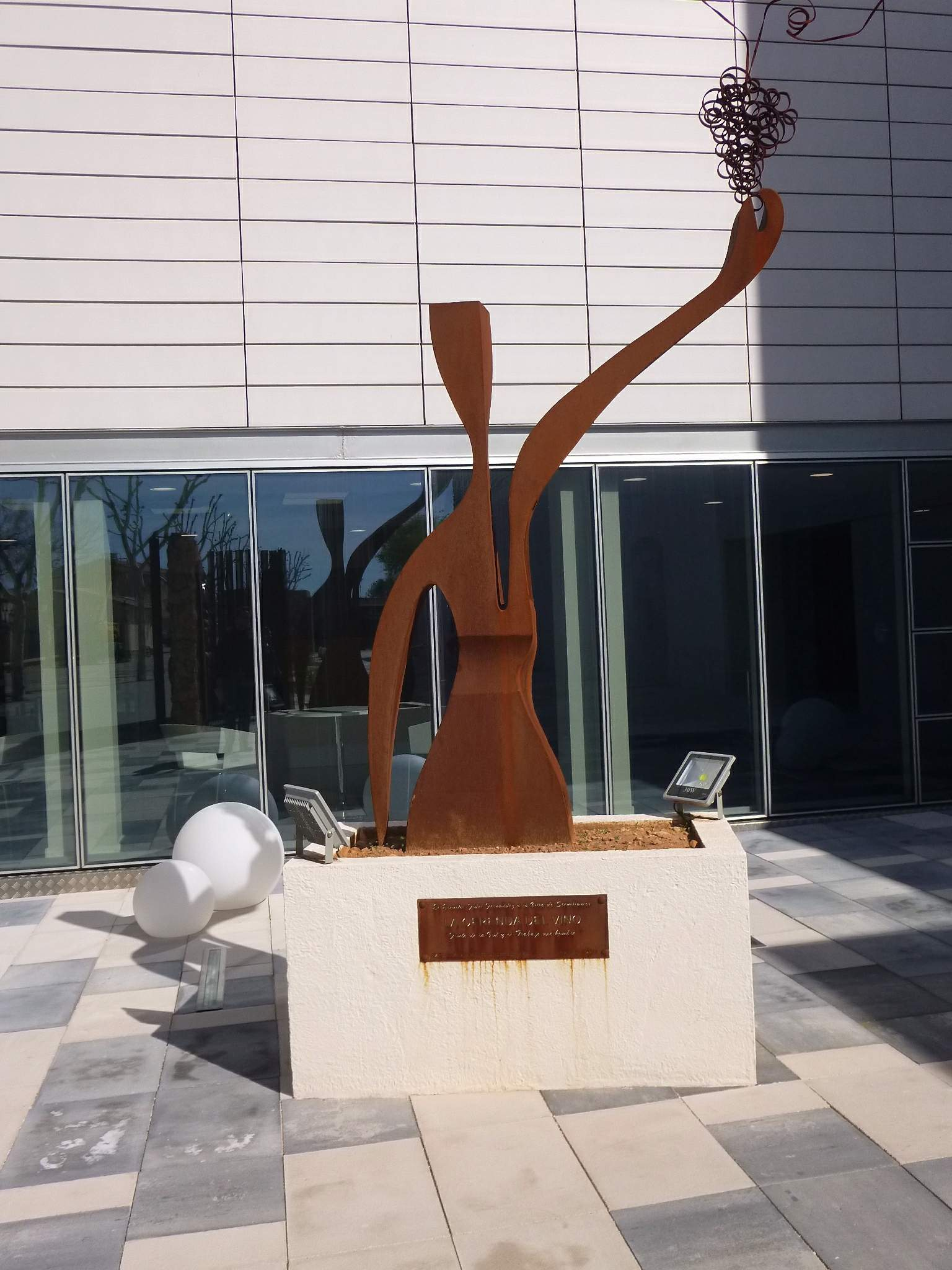
El Museo Torre del Vino de Socuéllamos

Una de las características que se aprecian a primera vista es la torre que colma este museo, con un mirador donde se puede contemplar toda la ciudad y el campo machego, lo que le ha valido para ganarse el sobrenombre de "El faro de la Mancha" entre los socuellaminos.
El uso de las nuevas tecnologías aplicado a la actividad museística favorece una aproximación didáctica y divulgativa al cultivo, fabricación e historia del vino. Además cuenta con una exposición permanente de fotografías y de utensilios de labranza, con una sala de conferencias y una sala de catas.

## Historia
El 20 de septiembre de 1962 el ayuntamiento presidido por Aníbal Arenas Díaz-Hellín acordó construir una torre de una decena de metros destinada a albergar un museo permanente sobre el vino que se ubicaría en la carretera que une Socuéllamos y Tomelloso, que contaría con la participación económica del Gobierno civil de Ciudad Real, de la diputación provincial, del Ayuntamiento de Socuéllamos y de sindicatos agrícolas. Un grupo de amigos de la ciudad, encabezado por E. Igna Ben, mostraron su entusiasmo con el proyecto, llegando a proponer que su altura fuera, no de 10 m., sino de 111 m., con un coste calculado de 111 millones de pesetas. Para recaudar los fondos necesarios se contó con la colaboración de numerosos socios (desde socuellaminos hasta ministros, gobernadores y personas de la cultura), para lo que se solicitaba una aportación única de 111 pesetas. Con el dinero recaudado se compró el terreno donde estaría situada la torre que se plantó con almendros, pero este proyecto cayó en el olvido debido a la falta de recursos necesarios.
En 1995, el alcalde Sebastián García rescató del olvido la idea de la construcción de la Torre del Vino. No obstante, su construcción se ubicaría ahora sobre los muros que quedaban del edificio de pasajeros de la primera estación de ferrocarril de Socuéllamos, construida en el siglo XIX y abandonada por el crecimiento de la ciudad, si bien se mantuvo la idea original del museo y del mirador.
El Museo Torre del Vino fue inaugurado el 10 de diciembre de 2014 por la presidenta de Castilla-La Mancha, María Dolores de Cospedal.